# Leo Elthon
Leo Elthon (Fertile, Iowa, 9 de junio de 1898- 16 de abril de 1967) fue un político estadounidense, miembro del Partido Republicano. Fue el 32.º gobernador de Iowa desde 1954 hasta 1955.  Fue gobernador sólo 2 meses, terminando el plazo de William S. Beardsley.